# Herman Groman
Herman Charles Groman (ur. 18 sierpnia 1882 w Odebolt w stanie Iowa, zm. 21 lipca 1954 w Whitehall w stanie Michigan) – amerykański sprinter, brązowy medalista olimpijski z Saint Louis z 1904.
W czasie igrzysk olimpijskich w 1904 w Saint Louis startował w biegu na 400 metrów, w którym zajął 3. miejsce. Początkowo prowadził, ale później został wyprzedzony przez Harry’ego Hillmana, a na finiszu przegrał również z Frankiem Wallerem.
W 1905 był wicemistrzem Stanów Zjednoczonych w biegu na 440 jardów (przegrał z Wallerem).
Ukończył studia na Uniwersytecie Yale w 1904, a następnie Rush Medical College w Chicago (w 1907). Po ukończeniu studiów prowadził praktykę lekarską w Hammond.